# 735
735 је била проста година.

## Догађаји
- Карло Мартел, меровиншки градоначелник палате, напада Бургундију. Војвода Хуналд I од Аквитаније одбија да призна власт Франка, након чега Карло креће јужно од реке Лоаре, заузимајући градове Бордо и Блеј. У року од 4 године он ће покорити све бургундске војвое, док ће наставити да се бори против напредовања Мавара у Галији.
- Лангобардски краљ Лијутпранд подиже свог нећака Хилдепранда на сакраљевство, након тешке болести.
- Опсада Ал-Сахре: Маври под Укбом ибн ал-Хаџаџом (гувернером Ал-Андалуза) опседају Пелагија, краља Астурије, у највишим северним планинским ланцима у Иберији. Битка се завршава неуспешно, Пелагије је преживео, али је 270 од његових 300 следбеника убијено.
- Током династије Танг у Кини, до ове године се годишње отпреми 149.685.400 кг (165.000 кратких тона) житарица дуж Великог канала.
- У Јапану почиње велика епидемија малих богиња, која смањује популацију за 30%.
- Земљотрес у провинцији Вајоц Џор 735. Земљотрес је уништио читаву долину. Пријављене жртве укључују најмање 10.000 жртава.
- 26. мај – Беда Поштовани, англосаксонски монах-историчар, умире у опатији Монквормут–Жароу. Остаће упамћен као „Преподобни“, а аутор је књига које се касније преписују и проучавају широм Европе. Његова највећа књига је Хисториа еклесиастика гентис Англорум, главни извор за историју Британије, у непосредном пост-римском периоду.
- Епархија Јорк добија палијум од папе Гргура III и уздигнута је у статус архиепископије. Ехгберт постаје први архиепископ.

## Смрти
- Беда Поштовани